# Aconquija
 Aconquija é uma das mais importantes serras da Pampa Argentina, situada entre as províncias argentinas de Tucumán e Catamarca. A extensão da cordilheira é de 450 km, sendo as suas principais elevações: O Nevado del Candado e o Calvillo, com mais de 5 400 metros.